# Lipuska Huta
Lipuska Huta is een plaats in het Poolse district  Kościerski, woiwodschap Pommeren. De plaats maakt deel uit van de gemeente Lipusz en telt 103 (sołectwo 352) inwoners.

## Verkeer en vervoer
- Station Lipuska Huta